# Alexandros Chalkokondylīs
Alexandros Chalkokondylīs (in greco Αλέξανδρος Χαλκοκονδύλης?; Atene, 1880 – 15 febbraio 1970) è stato un ginnasta greco.
Partecipò alle gare di Atletica leggera delle prime Olimpiadi moderne che si svolsero ad Atene. Prese parte ai 100 metri piani, classificandosi quinto al primo turno, e alla gara di salto in lungo, saltando 5,74 m e terminando al 6º posto.